# Bison (cratera)
Bison é uma cratera marciana. Tem como característica 16 quilômetros de diâmetro. Deve o seu nome a Bison, uma localidade situada no estado americano do Kansas, nos Estados Unidos.